# Råisåträsket
Råisåträsket är en sjö i Jokkmokks kommun i Lappland och ingår i Luleälvens huvudavrinningsområde. Sjön har en area på 0,183 kvadratkilometer och ligger 304,3 meter över havet.

## Delavrinningsområde
Råisåträsket ingår i det delavrinningsområde (734621-170163) som SMHI kallar för Inloppet i Holmträsket. Medelhöjden är 329 meter över havet och ytan är 25,05 kvadratkilometer. Det finns inga avrinningsområden uppströms utan avrinningsområdet är högsta punkten. Holmträskbäcken som avvattnar avrinningsområdet har biflödesordning 3, vilket innebär att vattnet flödar genom totalt 3 vattendrag innan det når havet efter 157 kilometer. Avrinningsområdet består mestadels av skog (71 procent) och sankmarker (10 procent). Avrinningsområdet har 1,27 kvadratkilometer vattenytor vilket ger det en sjöprocent på 5,1 procent.